# Сканнерборг
Сканнерборг (дат. Skanderborg) — город в Дании в юго-восточной части полуострова Ютландия, чуть южнее Орхуса.

## История
Поселение возникло после строительства здесь в 1166 году служб от цистерцианского монастыря Витскёл (Северная Ютландия). Город был местом традиционной охоты датских королей с XII века по XVI век. В ноябре 1340 года под Сканнерборгом произошло сражение между войском датского короля Вальдемара IV и восставшими ютландцами под предводительством Нильса Эббесена, в котором последний был убит. Городское право Сканнерборг получил от короля Фредерика II в 1583 году.
С 1980 года в лесу, в непосредственной близости от города проходит ежегодный музыкальный фестиваль. Он известен как «Самый красивый Фестиваль Дании».
Родина английской и шотландской королевы Анны Датской и российского государственного деятеля А. А. Кофода.

## Достопримечательности
В городе есть две церкви, одна из которых ранее входили в комплекс замка Сканнерборг.

## Экономика
В городе расположена штаб-квартира компании AMC-SCHOU.